# تاریخ یهودیان در ونزوئلا

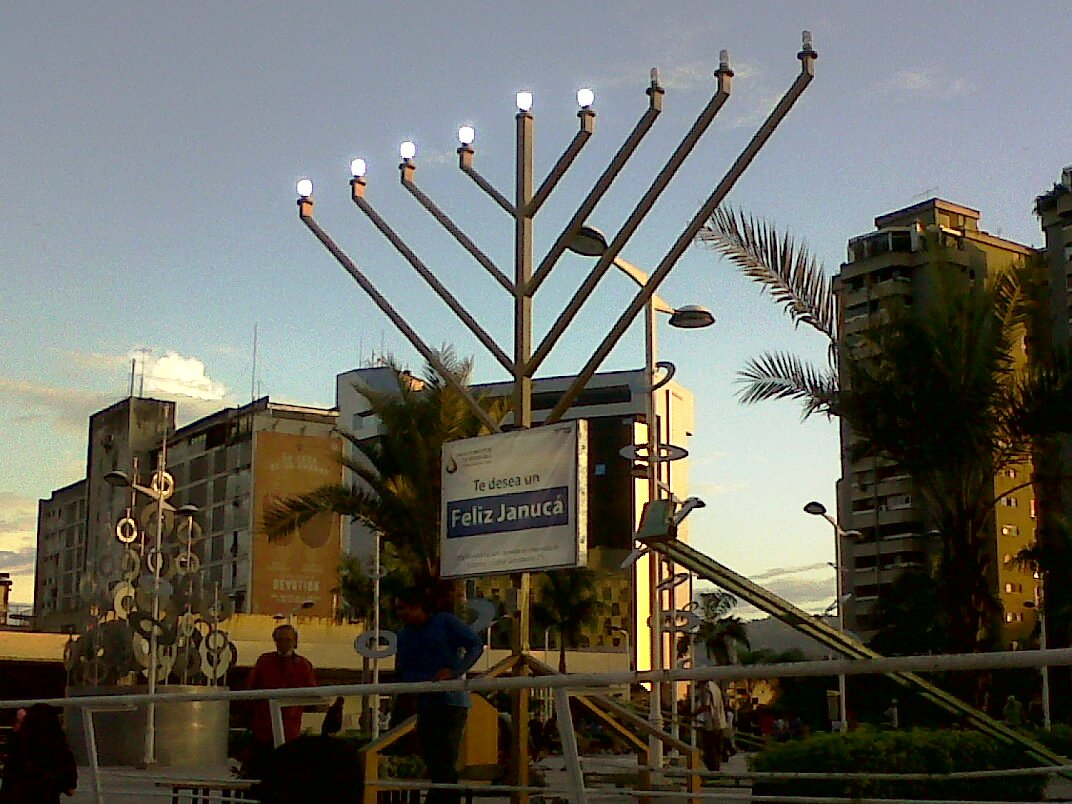
شمعدانی هفت شاخه، میدان پلازا میراندا کاراکاس

تاریخ یهودیان در ونزوئلا به قرن ۱۷ بازمیگردد که در آن زمان گروهی از مارانوها (یهودیانی که در ظاهر مسیحی بودند) در شهرهای کاراکاس و ماراکایبو زندگی می‌کردند؛ ولیکن جامعه یهودی به صورت علنی تا قرن ۱۹ در ونزوئلا شکل نگرفت. امروزه درگیریهایی بین دولت و جامعه یهودی وجود دارد و بسیاری از یهودیان در سالهای اخیر از ونزوئلا مهاجرت کردند. این مهاجرتها از زمان دولت هوگوچاوز شروع گردید و تا امروزه ادامه دارد. از این رو یکی از دو مدرسه بزرگ یهودی در این کشور تعطیل شده است و تنها یک مدرسه بزرگ و یک مدرسه کوچک باقی‌مانده است.

## قرن نوزدهم
در قرن نوزدهم ونزوئلا در حال جنگ برای استقلال خود به دست سیمون بولیوار بود. سیمون بولیوار از یهودیان کوروکائو کمک مالی و مادی دریافت کرد.

## قرن بیستم
در ابتدای قرن بیستم سازمان اسرائیلی ونزوئلا ایجاد شد. مراسم یهودی در خانه‌ها در کاراکاس برگزار می‌شد. از این زمان تا سالهای ۱۹۲۰ و ۱۹۳۰ جمعیت یهودیان بسیار زیاد شد. مهاجرت یهودیان تا سال ۱۹۳۴ افزایش یافت تا اینکه دولت قوانینی علیه مهاجرت آنان وضع کرد.